# HD 125390
HD 125390 — тройная звезда в созвездии Волопаса на расстоянии приблизительно 508 световых лет (около 156 парсек) от Солнца. Видимая звёздная величина звезды — +8,21m. Возраст звезды определён как около 3,224 млрд лет.
Объект околопланетной массы HD 125390 b открыт группой астрономов в 2018 году.

## Характеристики
Первый компонент — жёлтый гигант спектрального класса G7III, или G5. Масса — около 2,03 солнечных, радиус — около 5,428 солнечных, светимость — около 20,893 солнечных. Эффективная температура — около 4877 K.
Второй компонент (HD 122562 b) — коричневый карлик. Масса — не менее 22,16 юпитерианской, радиус — около 1,081 юпитерианского. Орбитальный период — около 1756,2 суток (4,808 года). Удалён в среднем на 1,55 а.е..
Третий компонент — коричневый карлик. Масса — около 21,41 юпитерианской. Удалён в среднем на 1,855 а.е..